# Championnat du Monténégro masculin de handball
Le Championnat du Monténégro masculin de handball, ou Prva Muška Liga, est le plus haut niveau des clubs masculins de handball au Monténégro. Il a été créé en 2006 et fait suite au Championnat de Serbie-et-Monténégro masculin de handball et encore avant au Championnat de Yougoslavie masculin de handball.

## Palmarès
| Saison    | Champion                        | Vice-champion               |
| --------- | ------------------------------- | --------------------------- |
| 2006-2007 | RK Lovćen Cetinje (1)           | RK Berane                   |
| 2007-2008 | RK Berane (1)                   | RK Lovćen Cetinje           |
| 2008-2009 | RK Budućnost Podgorica (1)      | RK Lovćen Cetinje           |
| 2009-2010 | RK Budućnost Podgorica (2)      | RK Sutjeska Nikšić          |
| 2010-2011 | RK Mojkovac (1)                 | RK Lovćen Cetinje           |
| 2011-2012 | RK Lovćen Cetinje (2)           | RK Mojkovac                 |
| 2012-2013 | RK Lovćen Cetinje (3)           | RK Mojkovac                 |
| 2013-2014 | RK Lovćen Cetinje (4)           | RK Budvanska rivijera Budva |
| 2014-2015 | RK Lovćen Cetinje (5)           | RK Budvanska rivijera Budva |
| 2015-2016 | RK Budvanska rivijera Budva (1) | RK Lovćen Cetinje           |
| 2016-2017 | RK Partizan Tivat (1)           | RK Lovćen Cetinje           |
| 2017-2018 | RK Lovćen Cetinje (6)           | RK Partizan Tivat           |
| 2018-2019 | RK Lovćen Cetinje (7)           | RK Komovi Andrijevica       |
| 2019-2020 | RK Lovćen Cetinje (8)           | RK Komovi Andrijevica       |
| 2020-2021 | RK Lovćen Cetinje (9)           | RK Budvanska rivijera       |

## Bilan par club
| Club                        | Titres | Années                                               |
| --------------------------- | ------ | ---------------------------------------------------- |
| RK Lovćen Cetinje           | 9      | 2007, 2012, 2013, 2014, 2015, 2018, 2019, 2020, 2021 |
| RK Budućnost Podgorica      | 2      | 2009, 2010                                           |
| RK Berane                   | 1      | 2008                                                 |
| RK Mojkovac                 | 1      | 2011                                                 |
| RK Budvanska rivijera Budva | 1      | 2016                                                 |

A noter que le RK Lovćen Cetinje a également remporté le Championnat de Serbie-et-Monténégro à deux reprises (2000 et 2001).